# Monaster Dobrićevo
Monaster Dobrićevo – prawosławny żeński klasztor położony we wsi Orah, ok. 12 kilometrów na południe od Bileći, przy szosie z Bileći do Trebinja, pierwotnie na terenie wsi Dobrićevo. Święto patronalne wspólnoty przypada w dniu Wprowadzenia Matki Bożej do Świątyni. Klasztor należy do eparchii zahumsko-hercegowińskiej i nadmorskiej Serbskiego Kościoła Prawosławnego.

## Historia
Monaster Dobrićevo powstał nad rzeką Trebišnicą, we wsi Dobrićevo, przed 1232, na miejscu bazyliki wczesnochrześcijańskiej. Z wymienionego roku pochodzi pierwsza wzmianka o jego istnieniu. Obecnie istniejące (XXI w.) zabudowania klasztorne wzniesiono najprawdopodobniej przed XV wiekiem; do takich wniosków doprowadziły częściowe badania archeologiczne. Monaster Dobrićevo był najprawdopodobniej jednym z wielu ośrodków życia mniszego ufundowanych za rządów dynastii Nemaniczów. Domniemanie to potwierdzają znajdujące się w klasztorze freski z postaciami serbskich królów Stefana oraz Stefana Urosza III Deczańskiego. Monasterska cerkiew Wprowadzenia Matki Bożej do Świątyni wzniesiona została w stylu łączącym elementy architektury gotyckiej oraz stylu bizantyjsko-serbskiego (raškańskiego), co świadczy o przeplataniu się wpływów budownictwa typowego dla państwa serbskiego oraz architektury gotyckiej typowej dla Dubrownika. Wnętrze budynku kilkakrotnie było zdobione freskami, malowanymi za każdym razem na starszej warstwie obrazów. Warstwa z postaciami królów serbskich jest najstarsza, na niej na przełomie XVI i XVII w. nowe freski tworzył athoski mnich Jerzy (Mitrofanović), uważany w swoich czasach za najwybitniejszego malarza cerkiewnego (w Bośni malował również cerkiew w skalnym monasterze Zavala). W II poł. XVII w. kolejne freski wykonał malarz Teodor, działając na zlecenie popa Bajovicia (późniejszego hieromnicha Mojżesza). Z XVI w. pochodzi unikatowy fresk przedstawiający Ostatnią Wieczerzę. Wbrew tradycji, Jezusa ukazano na nim w bocznej części malowidła, nie zaś w centrum. Malarz namalował na stole sztućce używane przez współczesnych mu Serbów.
Monaster Dobrićevo był ośrodkiem duchowym i kulturalnym miejscowej ludności serbskiej. Cerkiew klasztorna, a dokładnie miejsce pod wielkim żyrandolem (panikadiłem, polijelejem) w nawie, była tradycyjnym miejscem godzenia się zwaśnionych rodów i plemion. Szczególnym obiektem kultu miejscowych prawosławnych były relikwie nieznanego z imienia biskupa.
W 1967 klasztor został przeniesiony na nowe miejsce, do wsi Orah, w związku z budową elektrowni wodnej na Trebišnicy i planowanym zalaniem terenu, na którym się dawniej znajdował. Przy przenoszeniu zabytkowego obiektu współpracowali eksperci jugosłowiańscy oraz naukowcy z Uniwersytetu Stanforda. Razem z klasztorem przeniesiona została cerkiew św. Mikołaja położona pierwotnie we wsi Nistihalje, którą wkomponowano w kompleks zabudowań monasterskich.